# Ophiuchiden
Die Ophiuchiden sind ein relativ unscheinbarer Sternschnuppenstrom, dessen Meteore aus dem Sternbild Schlangenträger (lat. Ophiuchus) kommen. Der Meteorstrom tritt vom 17. bis 26. Juni auf und hat sein Maximum am 20. Juni. Sein Radiant liegt in einer relativ sternarmen Gegend bei den Himmelskoordinaten 17:20 und −20°, etwa 45° rechts unterhalb des hellen Sommerdreiecks nahe dem Skorpion.